# Texaský dlouhorohý skot
Texaský dlouhorohý skot neboli Texas longhorn je plemeno skotu původem z jihozápadu USA, zejména ze státu Texas. Jedná se o původní americké plemeno skotu, chované tradičně extenzivním způsobem, celoročně na pastvě. Je to právě toto plemeno, které bylo přeháněno kovboji. Na začátku 20. století texaský dlouhorohý skot téměř vymizel, za podpory vlády Spojených států byl ve 20. letech 20. století chov opět obnoven a v současnosti se chová asi 10 tisíc kusů tohoto skotu, především pro maso a jako genová rezerva. V roce 2009 byl formou nákupu embryí importován i do Česka.

## Vzhled

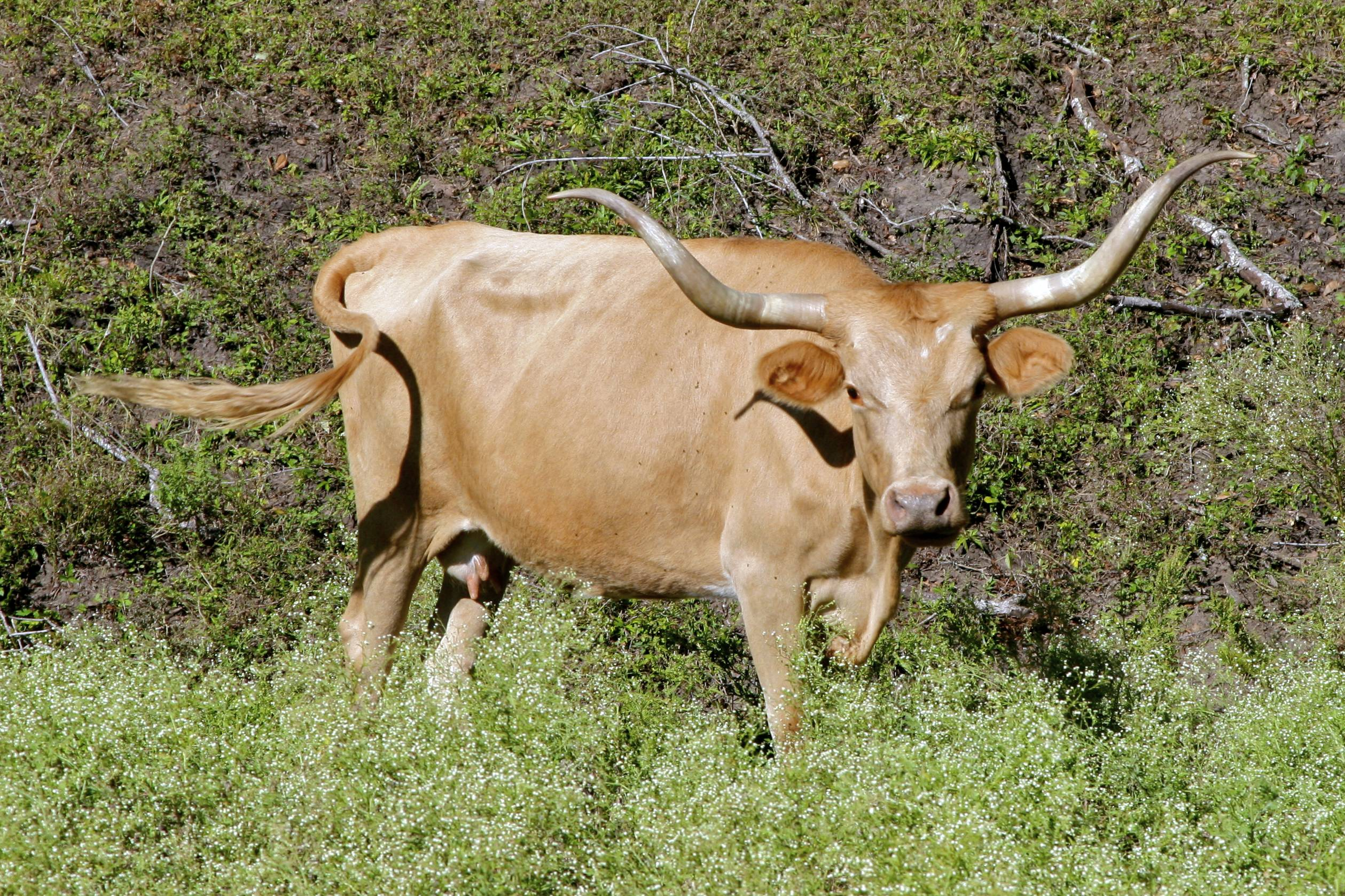

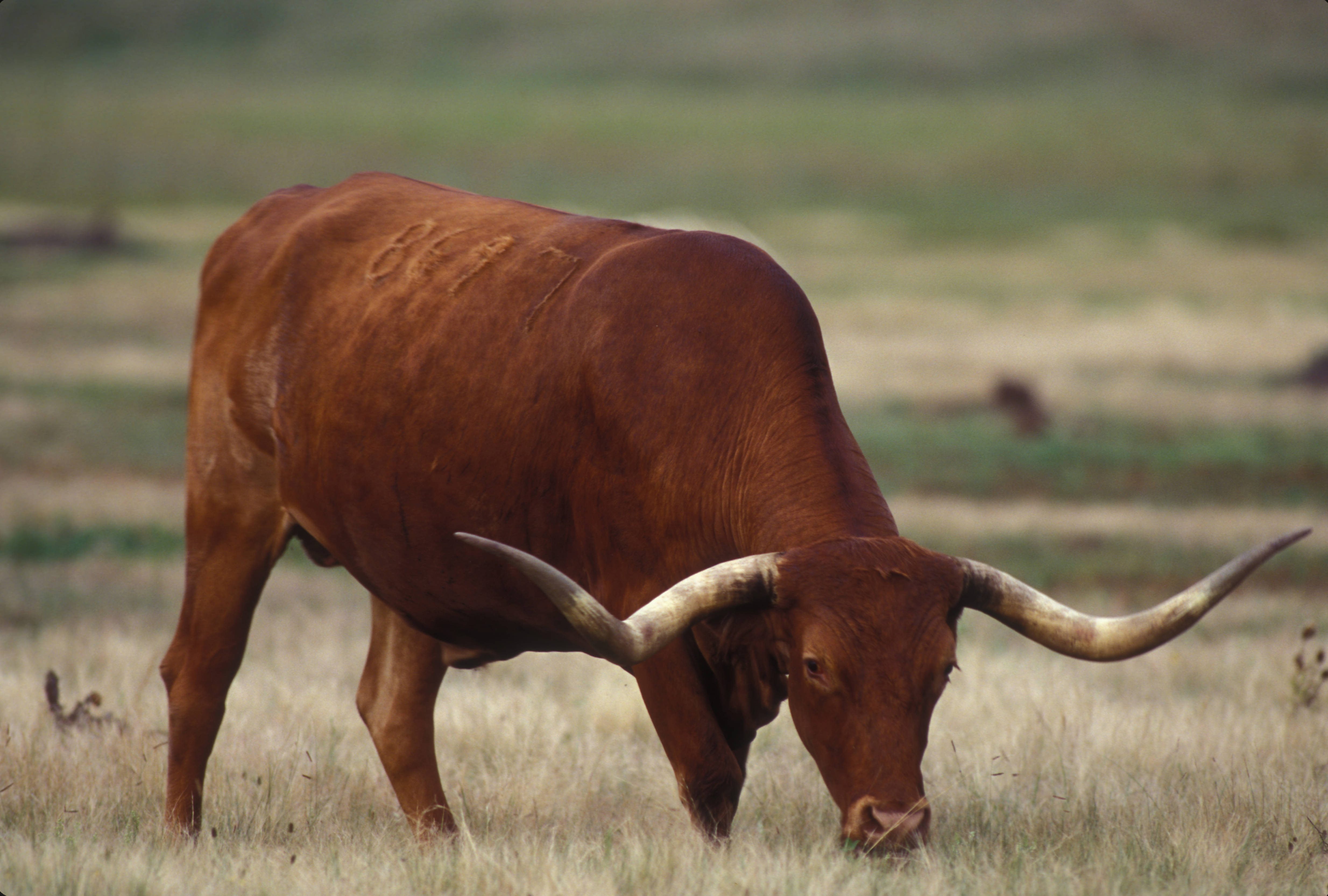

Texaský dlouhorohý skot patří k menším plemenům skotu, dosahuje hmotnosti 600 kg a výšky v kohoutku až 165 cm. Je poměrně štíhle stavěný s vysokýma nohama, na hlavě nosí nápadně dlouhé, lyrovité rohy, které mohou u býků dosáhnout rozpětí přes 180 cm a podle nichž dostal jméno. Texaský dlouhorohý skot má krátkou srst, zbarvení je většinou světle hnědé, často s bílými skvrnami, ale vyskytují se i jiné typy zbarvení. Rohy mají význam v texaské kultuře, rančeři a majitelé stád si jimi tradičně zdobí kapoty svých automobilů.

## Původ plemene
Texaský dlouhorohý skot je potomkem skotu španělských osadníků, který už v 16. století zdivočel na území dnešního Texasu. První krávy sem patrně přivedl španělský conquistador Álvar Núñez Cabeza de Vaca již roku 1528 a dalších asi 500 kusů roku 1540 Francisco Vásquez de Coronado. Stáda pak žila divoce v prérii až do 19. století, kdy se v roce 1845 Texas stal součástí Spojených států. Tehdy začali američtí osadníci zvířata cíleně chovat na svých rančích a farmách, což byl počátek kovbojské kultury amerického západu. Stáda trávila většinu roku volně na pastvinách a do ohrad se zaháněla jen za účelem značkování telat. Toto krocení a značkování býčků se stalo základem pro pozdější rodeo. Velká stáda tohoto skotu kovbojové honili původně až na dobytčí trhy do měst na východě USA (St. Louis,Chicago) a později k železnici. V letech 1883–86 byla stáda texaského dlouhorohého skotu postižena katastrofálními úhyny v důsledku několika velmi tuhých zim a blizardu. Současně začali chovatelé preferovat evropská plemena skotu s vyšší užitkovostí. Proto na konci 19. století texaský dlouhorohý skot téměř vyhynul. Chov byl obnoven až ve 20. letech 20. století. Texaský dlouhorohý skot je jedním ze státních symbolů Texasu, státním zvířetem tohoto státu a oficiálním symbolem texaského města Fort Worth u Dallasu, které bylo v minulosti centrem obchodu s dobytkem.

## Využití plemene
Texaský dlouhorohý skot se chová především pro maso, které je suché a vyznačuje se nízkým obsahem tuku. Přesto je velmi chutné a má příchuť podobnou zvěřině. Hojně se využívá v tex-mex kuchyni, především k přípravě chili con carne. Jeho užitkovost sice není vysoká, ale má některé cenné vlastnosti: skromnost, dlouhověkost a odolnost vůči nepříznivému počasí a nemocem.